# Baron Amulree
Baronowie Amulree 1. kreacji (parostwo Zjednoczonego Królestwa)
- 1929–1931: William Warrender Mackenzie, 1. baron Amulree
- 1931–1983: Basil William Sholto Mackenzie, 2. baron Amulree